# إدي غاثيجي
إدي غاثيجي (بالإنجليزية: Edi Gathegi) مواليد 10 مارس 1979 في نيروبي، هو ممثل أمريكي بدأ مسيرته الفنية سنة 2006. درس في مدرسة تيش العليا للفنون.

## الأعمال
- كرانك
- رحلت الطفلة رحلت
- الشفق
- ملحمة الشفق: قمر جديد
- رجال-إكس: الدرجة الأولى
- ملحمة الشفق: بزوغ الفجر - الجزء 1
- الوها
- هاوس
- فيرونيكا مارس
- سي إس آي: ميامي
- سي اس آي: التحقيق في موقع الجريمة
- نيكيتا
- فارس وفادي
- الجميلة والوحش
- القائمة السوداء

## روابط خارجية
- إدي غاثيجي على موقع IMDb (الإنجليزية)
- إدي غاثيجي على موقع روتن توميتوز (الإنجليزية)
- إدي غاثيجي على موقع ألو سيني (الفرنسية)
- إدي غاثيجي على موقع أول موفي (الإنجليزية)
- إدي غاثيجي على موقع قاعدة بيانات الأفلام السويدية (السويدية)
- إدي غاثيجي على موقع قاعدة بيانات الفيلم (الإنجليزية)
- إدي غاثيجي على موقع كينوبويسك (الروسية)